# لماذا رفضت الماركسية (كتاب)
كتاب لماذا رفضت الماركسية هو كتاب من تأليف الدكتور مصطفى محمود وفيه يتكلم عن فكر الماركسية وماهيتها وأسباب فشلها وفق رأي الكاتب. يعرض مصطفى محمودأيضاً في الكتاب مقالة لخالد محي الدين أحد أقطاب الفكر الماركسي في مصر ويرد عليه في الكتاب أيضاً. بالإضافة لفصل قصير يعرض أطروحة الكاتب ووجهه نظرة فلا شرق يساري يتبع ولا يمين رأسمالي الكاتب يتحدث بلسان الفترة الزمنية وإنما الوسط وهو الإسلام كنظام اقتصادي قوي يحفظ للفرد ملكيته ولا يضحي بمصلحة المجتمع.

## مقتطفات من الكتاب
- لا تعود هناك وسيلة لضمان اللقمة سوى النفاق للحاكم والتملق للرؤساء والانتهازية ولشللية والتبليغ والتخابر والتجسس والعمالة، وبذلك يتحول المجتمع تلقائياً إلى غابة من الناس يأكل بعضهم بعضاً.
- حينما بدأت أكتب في الخمسينات كانت الماركسية هي موضة الشباب الثائر في ذلك الوقت.. وكنا نقرأ منشوراتها في نهم فتحرك مثالياتنا بما تعد به من فردوس أرضى وعدالة ورخاء وغذاء وكساء للعامل والفلاح ومحاربة للإقطاع والاستغلال وتحرير للجماهير الكادحة. وكانت موسكو تبدو لنا في ذلك الحين الكعبة الأم لهذا الدين الجديد الذي يشع بالخير والرفاهية لكل من يدور في فلكه. وكانت أول صحوة لنا من ذلك الحلم حينما سافرنا إلى الخارج ورأينا الخراب والبؤس والوجوه الكئيبة المتجهمة في المجر ورومانيا وألمانيا وكافة البلاد الشرقية التي تجرى في هذا الفلك وبحثنا عن الرخاء والرفاهية والحرية والفردوس الأرض فلم نجد له أثرا. وكانت الصدمة الثانية الأعظم حينما فتح خرشوف ملف ستالين وأعلن على رءوس الأشهاد المظالم التي ارتكابها ستالين والملايين من العمال والفلاحين والمثقفين الذين قتلهم في السجون والمعتقلات وأعدمهم بالرشاشات وألقاهم للموت في جليد سيبريا وأسلمهم لآلات التعذيب بين يدى الجلاد الرهيب بريا. ويومها قالوا لنا.. إنه التطبيق.. الذنب في التطبيق السيئ.. ولكن النظرية بريئة مبرأة من هذا كله. واحتاج الأمر منى إلى سنوات من القراءة والدراسة والعكوف على المجلدات الأصلية للمذهب لكى اكتشف أن الفساد ليس في التطبيق ولكن الفساد في المذهب نفسه وأن تلك الأفكار الثورية لم تكن أكثر من تحشيد وتحريض ودفع لكتل الجماهير نحو ثأر تاريخى يخرج العالم من ظلم ليلقى به في ظلم أفدح وأشمل وأعم

## وصلات خارجية
- فيديو حلقات الدكتور مصطفى محمود.
- مدونة الدكتور مصطفى محمود.
- «كان نائماً في سكينة تامة لم يستيقظ منها»: ابنة مصطفى محمود لـ«العربية.نت»: العالم الكبير رحل في هدوء، العربية نت، 31 أكتوبر 2009.
- صفحة مصطفى محمود على موقع أبجد
- صفحة اقتباسات مصطفى محمود على موقع أبجد
- صفحة باسم الدكتور رائعة على الفيس بوك
- الفيلم الوثائقي العالم والايمان على اليوتيوب
- محمود تحميل كتب الدكتور مصطفى محمود كاملة pdf